# 定山渓
定山渓（じょうざんけい）は、北海道札幌市南区の地名。なお、「定山渓」として取り上げられる場合、「定山渓温泉東」と「定山渓温泉西」とを含める場合がほとんどである。
地区内に定山渓温泉があり温泉街を形成している。

## 区域
定山渓
広義の「定山渓」より、定山渓温泉の地域を除いた部分である。
定山渓ダムや豊平峡ダムがある。豊平峡温泉や薄別温泉があるほか、札幌国際スキー場もこの区域に所在する。
定山渓温泉東
1969年10月31日までは定山渓鉄道の定山渓駅が存在していた。
定山渓温泉西
定山渓ホテルやホテル鹿の湯などのホテルが営業している。

### 住所
| 町丁                     | 郵便番号 |
| ------------------------ | -------- |
| 定山渓                   | 061-2301 |
| 定山渓温泉東1丁目～4丁目 | 061-2302 |
| 定山渓温泉西1丁目～4丁目 | 061-2303 |

## 地名の由来
地名は修験僧の美泉定山（改名前は常山）に由来する。美泉常山は修業のため日本全国を行脚し、1853年（嘉永6年）に蝦夷地に渡り、1866年（慶応2年）にアイヌ人の先導のもと温泉を発見して開拓を始めた。
1871年（明治4年）、有珠新道（本願寺道路）の検分のため訪れた副島種臣と東久世通禧が常山の湯守の状況を称賛し、この地の渓谷を「常山渓」と命名した。その後、1875年（明治8年）の太政官布告（平民苗字必称義務令）の際、常山は姓を美泉、名を定山と改めたことから表記も「定山渓」となった。
現在、美泉定山の銅像が定山渓に存在するほか、美泉定山の立てた定山寺も存続している。

## 施設
- 学校
  - 札幌市立定山渓小学校 - 定山渓温泉東4丁目308
  - 札幌市立定山渓中学校 - 定山渓温泉西1丁目31
- 行政機関
  - 定山渓まちづくりセンター・定山渓出張所 - 定山渓温泉東4丁目315-4
    - なお、定山渓出張所の担当地域には、小金湯も含まれる[3]。

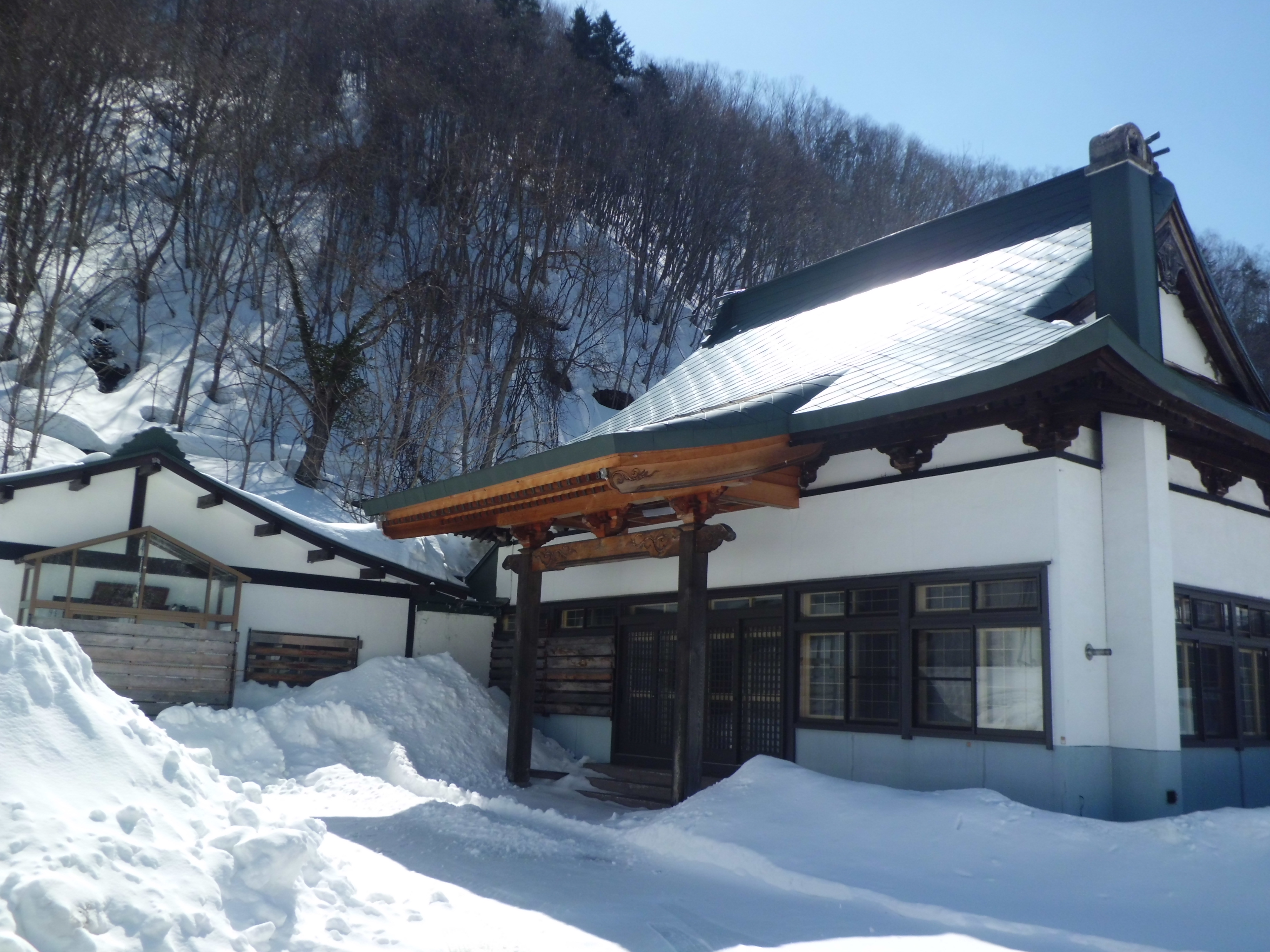
定山寺
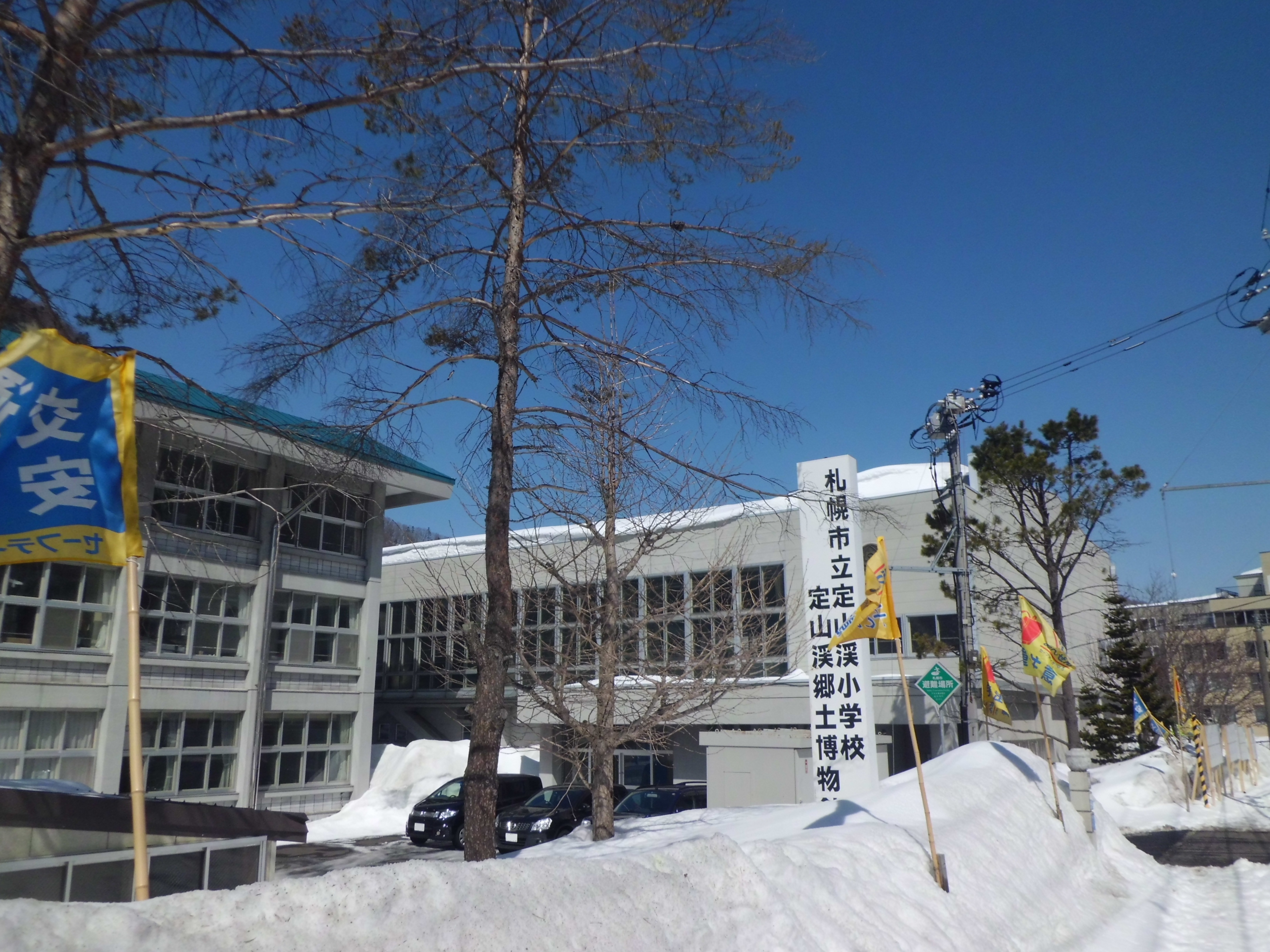
定山渓小学校
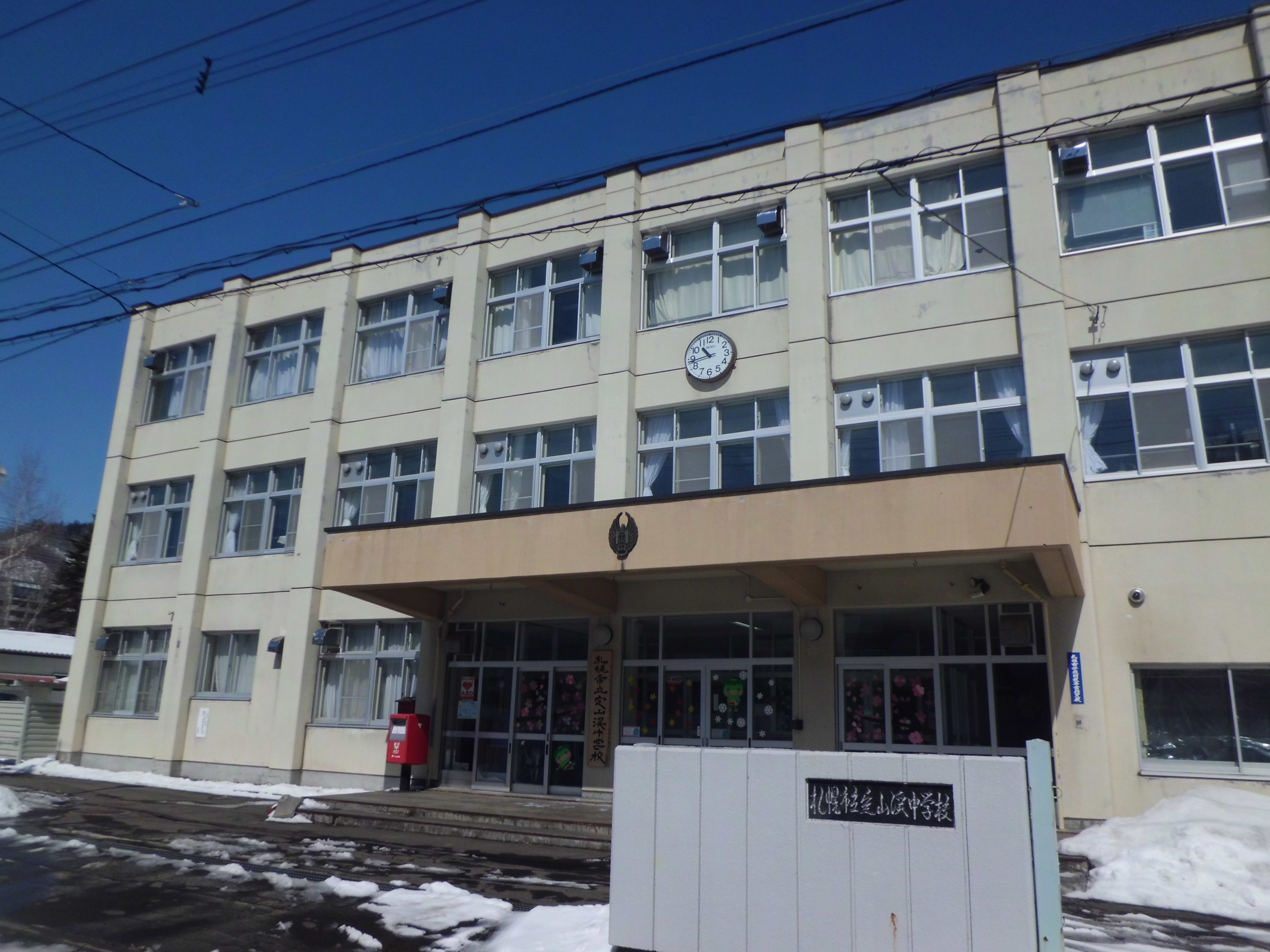
定山渓中学校
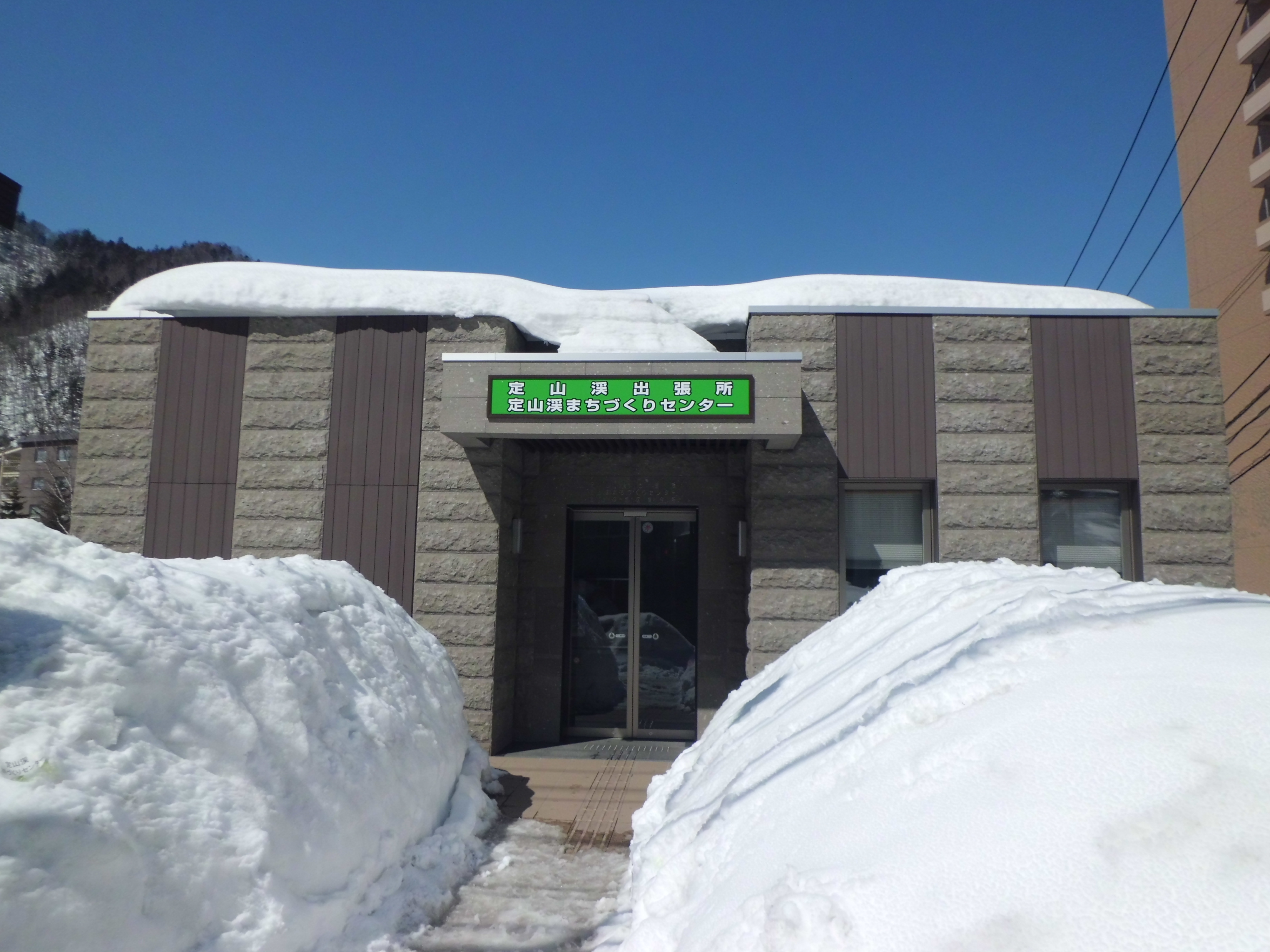
定山渓出張所

## 道路
- 国道230号 - 札幌市街地から定山渓温泉、中山峠、留寿都、洞爺湖を経てせたな町へと到る道路
- 北海道道1号小樽定山渓線 - 定山渓温泉と小樽市朝里を結ぶ道路

## 歴史

### 江戸時代
- 1858年 - 松浦武四郎がこの地に泊まり、温泉の存在を確認している[4]。
- 1866年 - 美泉定山が温泉の存在を確認し、湯治場を作る。

### 明治
- 1871年 - 現在の札幌市平岸と伊達市長和町を結ぶ本願寺道路(後の国道230号)が完成する[5]。
- 1872年 - 平岸村の領域となる。
- 1902年 - 平岸村が月寒村や豊平村と合併し、豊平村となる。
- 1906年 - 公立定山渓簡易教育所(後の定山渓小学校)が建てられる。[6]
- 1908年 - 豊平村が豊平町となる。

### 大正
- 1918年 - 定山渓鉄道が開通、定山渓駅も営業開始。定山渓ホテルも開業[7]。
- 1924年 - 小樽新聞社で募集した北海道三景に、利尻や洞爺と共に、定山渓が選ばれる[8]。

### 昭和
- 1929年 - 定山渓鉄道線の電化が完成、電車運転の営業開始[8]。
- 1932年 - 札幌駅前と定山渓・豊平峡を結ぶバス路線の営業開始[8]。
- 1934年 - 章月旅館(後の章月グランドホテル)が開業。
- 1940年 - この頃、定山渓森林鉄道が開業。
- 1949年 - 定山渓を含む領域が支笏洞爺国立公園に指定。
- 1952年 - 定山渓中学校の独立校舎が完成[6]。
- 1953年 - 国道230号が二級国道として実現。
- 1961年5月1日 - 豊平町が札幌市と合併。
- 1965年 - 豊平峡ダム着工。
- 1968年 - 定山渓森林鉄道廃止。
- 1969年 - 国道230号の定山渓から中山峠まで、舗装工事が完成[9]
- 1969年11月1日 - 定山渓鉄道線廃止。
- 1978年 - 札幌国際スキー場がオープン。